# Orden für Verdienste (Kroatien)
Der Orden für Verdienste (kroatisch Red za zasluge) war eine staatliche Auszeichnung des Unabhängigen Staates Kroatien (NDH).
Der Orden wurde am 19. Dezember 1942 durch den Staatsführer Ante Pavelić als sichtbares Zeichen der Anerkennung für im Frieden und Krieg um das Volk und den Staat erworbenen Verdienste gestiftet. Er konnte sowohl an Frauen als auch an Ausländer verliehen werden.

## Ordensklassen
Ursprünglich in fünf Klassen sowie einer angeschlossenen, aber nicht umgesetzten Verdienstmedaille gestiftet, erfolgte die Verleihung des Ordens in zwei Abteilungen für Christen und Nichtchristen:
- Großkreuz
- I. Klasse mit Stern
- I. Klasse
- II. Klasse
- III. Klasse
- Goldene Verdienstmedaille
- Silberne Verdienstmedaille

## Aussehen und Trageweise

### Ordensdekoration
Das Ordenszeichen aller Klassen zeigt in der Version für Christen ein geschwungenes rot emailliertes Kreuz, das an die Form des historischen Taufbeckens des kroatischen Fürsten Višeslav erinnert, der um die Wende des 8. Jahrhunderts gelebt hat. Die Vorderseite des Kreuzes zeigt im Mittelpunkt das bekannte Mappendreigeflecht Kroatiens inmitten einer stilisierten Bombe. Das Wappen steht dafür als Symbol des Schlachtfeldes. Umschlossen ist das ganze von dem Buchstaben U der Ustascha. Die zentral dargestellten Symbole werden von dem in sich geschlossenen und umschlungenen Ornament Kroatiens umspielt und laufen in alle vier Kreuzarme aus. Die Rückseite des Kreuzes zeigt auf dem waagrechten Kreuzarm die Inschrift  ZA ZASLUGE (Für Verdienste) und auf dem senkrechten das Datum der Staatsgründung  10. IV. 1942.

### Großkreuz

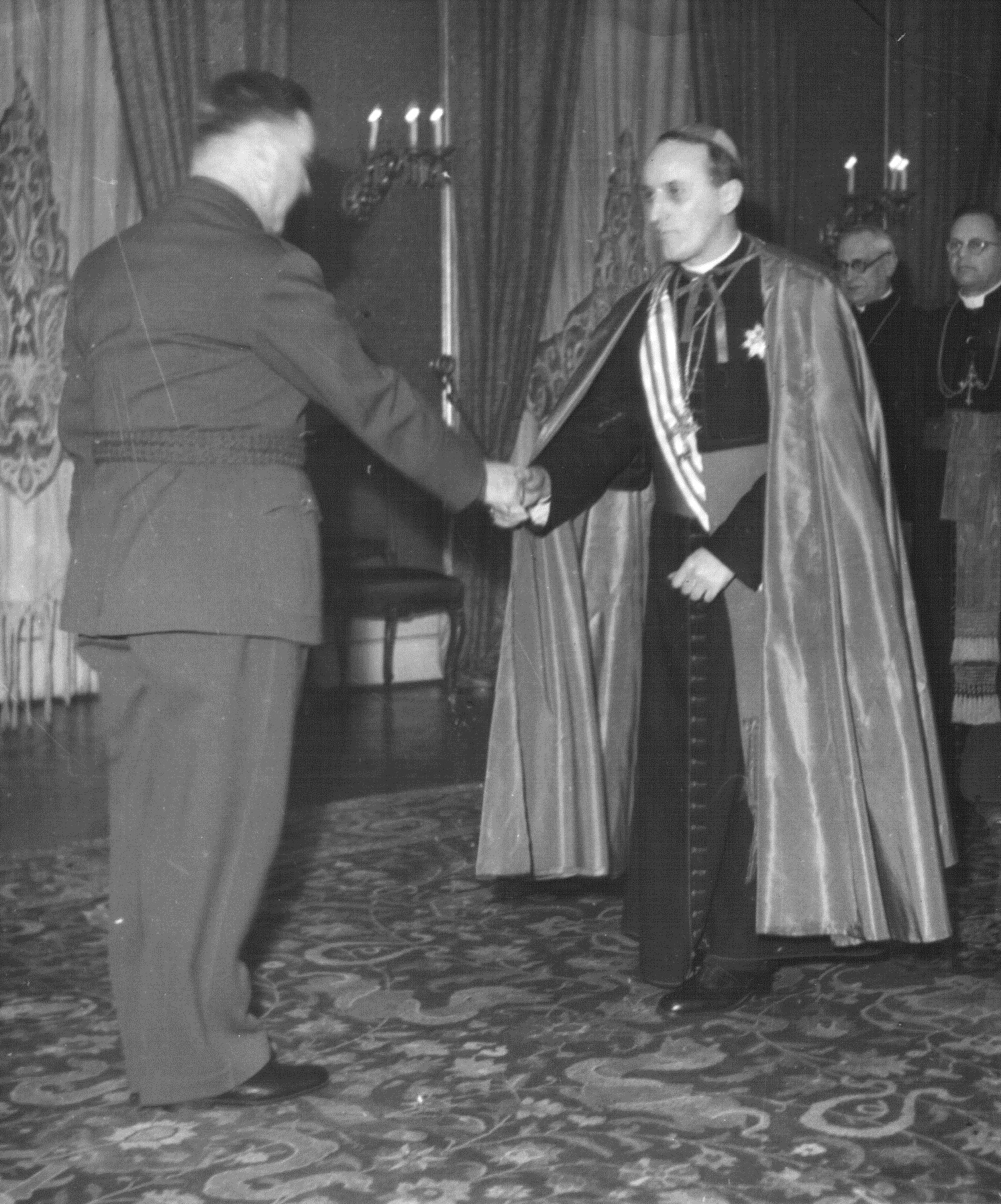
Alojzije Stepinac (mit dem Großkreuz des Ordens für Verdienste) und dem kroatischen Diktator Ante Pavelić

Das Großkreuz besteht aus dem Ordenszeichen hat eine Größe von ca. 52 mm, wobei seine einzelnen Arme ca. 18 mm breit sind. Das Kreuz hängt mittels einer mit dem Dreigeflecht verzierten Spange am Großen Bande. Das Große Band ist 84 mm breit und wurde von der rechten Schulter zur linken Hüfte getragen. Das Band selber ist in den Nationalfarben Kroatiens gehalten, also rot und wird durch drei 16 mm breite weiße Streifen durchzogen. Die restlichen Ränder sind je 2 mm breit und wieder rot. Der mit dem Großkreuz ausgehändigte silberne achtspitzige Stern besitzt einen Durchmesser von 85 mm. Er ist mit dem Ordenszeichen der III. Klasse, mit einer Breite von 37 mm belegt und an der linken Brustseite getragen.

### I. Klasse
Das Kreuz der I. Klasse ist 44 mm groß, seine vier Arme sind jeweils 16 mm breit. Das dazugehörige rote Ordensband ist 40 mm breit und wird ebenfalls mit drei weißen Streifen von 3 mm Breite durchzogen. Es bleiben hier 2,5 mm breite roten Kanten. Männer trugen die 1. Klasse als Halsorden, Frauen unter ihren Halsausschnitt an einer 115 mm breiten Schleife mit selber Farbgebung des Bandes. Zur I. Klasse konnte, musste aber nicht, ein Stern verliehen werden. Dieser Stern entsprach weitestgehend dem des Großkreuzes, hatte aber nur einen Durchmesser von 54 mm. Das darauf gelegte Ordenszeichen war ebenfalls kleiner als beim Stern zum Großkreuz. Der Stern wurde wie beim Großkreuz auch an der linken Brustseite getragen.

### II. Klasse
Das Ordenszeichen gleicht dem Kreuz der I. Klasse hinsichtlich seiner Maße und wurde als Steckkreuz an der linken Brusttasche dekoriert.

### III. Klasse
Das Ordenskreuz der III. Klasse ist für Männer 37 mm hoch, seine Armbreite beträgt 13 mm. Dazugehörige Ordensband ist in den schon geschilderten Farben gehalten, wird zum Dreiecksband gefaltet und an der linken Brustseite als Bandorden getragen. Die Ausführung der III. Klasse für Frauen ist etwas kleiner, so dass das Ordenskreuz 27 mm hoch ist bei einer Armbreite von 10 mm. Das Band der Damenausführung ist 20 mm breit und wird als Schleife mit einer Breite von 60 mm zusammengelegt und ebenfalls an der linken Brustseite getragen.

### Verdienstmedaille
Die geplante aber nicht verwirklichte Verdienstmedaille in zwei Stufen, sollte im Avers das verkleinerte Ordenszeichen und auf dem Revers die bekannte zweizeilige Inschrift  ZA ZASLUGE zeigen.